# Grisì
Grisì è una frazione di 995 abitanti del comune di Monreale, nella città metropolitana di Palermo, in Sicilia.
Situato in collina, tra la pianura partinicese e l'alto Belíce, è un centro a vocazione agricola, nel cui territorio è diffusa e rinomata la coltivazione della vite e dell'ulivo.

## Origine del nome
L'etimologia del nome Grisì risale, secondo il linguista Giovanni Alessio (1909-1984), all'aggettivo greco antico χρυσή (chrysé), femminile di χρυσός (chrysós) 'd'oro', che sarebbe mutato poi nel periodo bizantino in grysòs. Il significato etimologico attribuito oggi è 'terra d'oro', in riferimento alla ricchezza e alla fertilità dei suoi terreni, storicamente vocati all'agricoltura e favoriti da un clima temperato.

## Storia

### Età antica
Scavi effettuati negli anni 80 per un’indagine archeologica dal nome Monreale Survey, hanno provato che il territorio di Grisì, come tutta l'area dell’Alto Belice, fu terra di antichi insediamenti dell’età neolitica e, in maniera più consistente, dei periodi ellenistico, romano e della dominazione araba. In cima al colle sotto cui si trova Grisì, furono riportati alla luce ruderi di fondamenta di un antico maniero (da qui il nome del colle, Castellaccio), insieme a delle costruzioni di periodo Greco-Romano, utilizzate poi dai Saraceni. I ritrovamenti di antichi resti di vasellame e di resti di animali domestici hanno inoltre confermato che l’area di indagine della Monreale Survey fosse nota sin dai tempi remoti per la sua fertilità adatta all’agricoltura e all’allevamento.  Con altri scavi praticati per scopi agricoli, furono rinvenute tracce di un antico cimitero, nei cui sarcofagi furono ritrovati oggetti e monete riconducibili all'epoca della dominazione araba in Sicilia, durata dal X all’XI secolo d.C. L'area su cui sorge una piccola torre di architettura saracena, presente ancora oggi nel feudo Disisa, potrebbe essere stata utilizzata dagli Arabi come posizione strategica per poter facilmente controllare l'intero territorio circostante. L'etimologia araba dei toponimi dei feudi Disisa (da Aziz, la splendida) e Cambuca (da Lacamucka, divisa/feudo) evidenzia il passato saraceno del territorio.
Il Rollum Bullarum, importante documento in latino d'epoca normanna risalente all'anno 1182, che riporta in dettaglio i territori donati dal re Guglielmo II di Sicilia all'Arcivescovado di Monreale, attesta il toponimo arabo dail al K'rusìn, localizzando Grisì all'interno del Feudo Disisa. Un altro toponimo (Currusyn), indicato in un documento del 1327 come Curresim, era sicuramente in stretto rapporto con l'attuale toponimo Grisì.

### Età moderna
Dal 1650, il territorio di Grisì visse un periodo di grande sviluppo come possedimento dei Gesuiti del Collegio di Trapani. I Gesuiti adottarono infatti nuove tecniche di coltivazione, che ben si prestavano al terreno e al clima locale e, insieme all’allevamento del bestiame e alla raccolta del grano, riuscirono a creare un nucleo produttivo autonomo, accumulando grandi guadagni, una parte dei quali erano destinati all’Arcivescovado di Monreale per il pagamento dei tributi. I Gesuiti costruirono una masseria oggi chiamata Chiasso Riccobono (detto in dialetto  'u bagghiu),  formata dai luoghi di custodia dei raccolti e degli animali, da una cappella e dai casolari abitativi. Oltre a dedicarsi al lavoro nei campi, i Gesuiti si curavano anche dell’istruzione e dell’educazione cattolica degli operai, reclutati come manodopera durante le stagionalità.
Nel 1767, il re Ferdinando III decretò l'espulsione dei Gesuiti dal Regno di Sicilia e la confisca di tutti i loro beni, che successivamente furono messi in vendita ai nobili. Il feudo di Grisì, insieme ai limitrofi feudi di Macellaro, Valdibella e Dammusi, divenne proprietà di Giuseppe Beccadelli di Bologna Gravina, principe di Camporeale e marchese della Sambuca, il 30 maggio 1779. Il decreto reale concedeva la licentia populandi e prevedeva che i possessori dei predetti feudi avrebbero avuto il mero et mixto imperio senza necessità di successive investiture. Il marchese della Sambuca, con strumento del 17 settembre 1779, concesse a sua volta il possesso e le relative prerogative del feudo di Grisì in enfiteusi perpetua, trasferendone il possesso materiale e legale con la piena giurisdizione (secondo l'amplissima formula pro se et suis), ai fratelli Don Francesco, Don Filippo e Don Giovanbattista Di Bella, nobili di Montelepre. I  Di Bella divennero dunque baroni di Grisì, che a partire dall’antico baglio dei Gesuiti, cominciò ad ampliarsi, popolandosi nel tempo con famiglie di agricoltori, provenienti da Montelepre e da altri paesi vicini.
Dopo la casata Di Bella, il feudo di Grisì, con tutte le sue prerogative, passò come dote alla famiglia nobiliare di origini normanne Modica de Mohac, poiché la figlia di Giovanbattista Di Bella, Donna Rosa, andò in sposa al nobile proconservatore e giudice di Monreale Don Nicolò de Mohac.

### Età contemporanea
Nel 1890, grazie all’iniziativa e alla lungimiranza del sacerdote monteleprino Natale Di Bella, fu avviata la costruzione di una chiesa nel centro abitato con le spontanee e generose offerte del popolo di Grisì, che rimborsò al sacerdote il prezzo del suolo. La chiesa fu ultimata e consacrata al Sacro Cuore di Gesù il 4 ottobre 1897, anche se era già stata aperta al culto il 21 novembre 1896. Ottenne poi il titolo di parrocchia dell'Arcidiocesi di Monreale il 1º febbraio 1935 e riconosciuta agli effetti civili con Regio Decreto del 5 settembre 1935.
Nel 1910, furono aperte le prime tre classi delle scuole elementari e, l'anno seguente, Grisì fu dichiarata frazione del comune di Monreale, ottenendo così l'ufficio dello stato civile e l'ufficio postale e telegrafico; è stata sede di uno dei Consigli di circoscrizione in cui è suddiviso il comune di Monreale (oggi eliminati e sostituiti con delle consulte a seguito della modifica della carta statutaria del Comune dell'anno 2006).
Il paese fu colpito dal Terremoto del Belice, la notte tra il 14 e il 15 gennaio 1968. Era stata creata una tendopoli per gli sfollati ed eretta anche una seconda chiesa fatta di prefabbricati, in sostituzione della chiesa principale allora inagibile a causa del terremoto. Con il restauro della chiesa principale, la chiesa prefabbricata non fu più utilizzata e in seguito smontata. La lunga fase post-terremoto ha permesso il graduale ammodernamento del paese nell’aspetto odierno.

## Geografia fisica

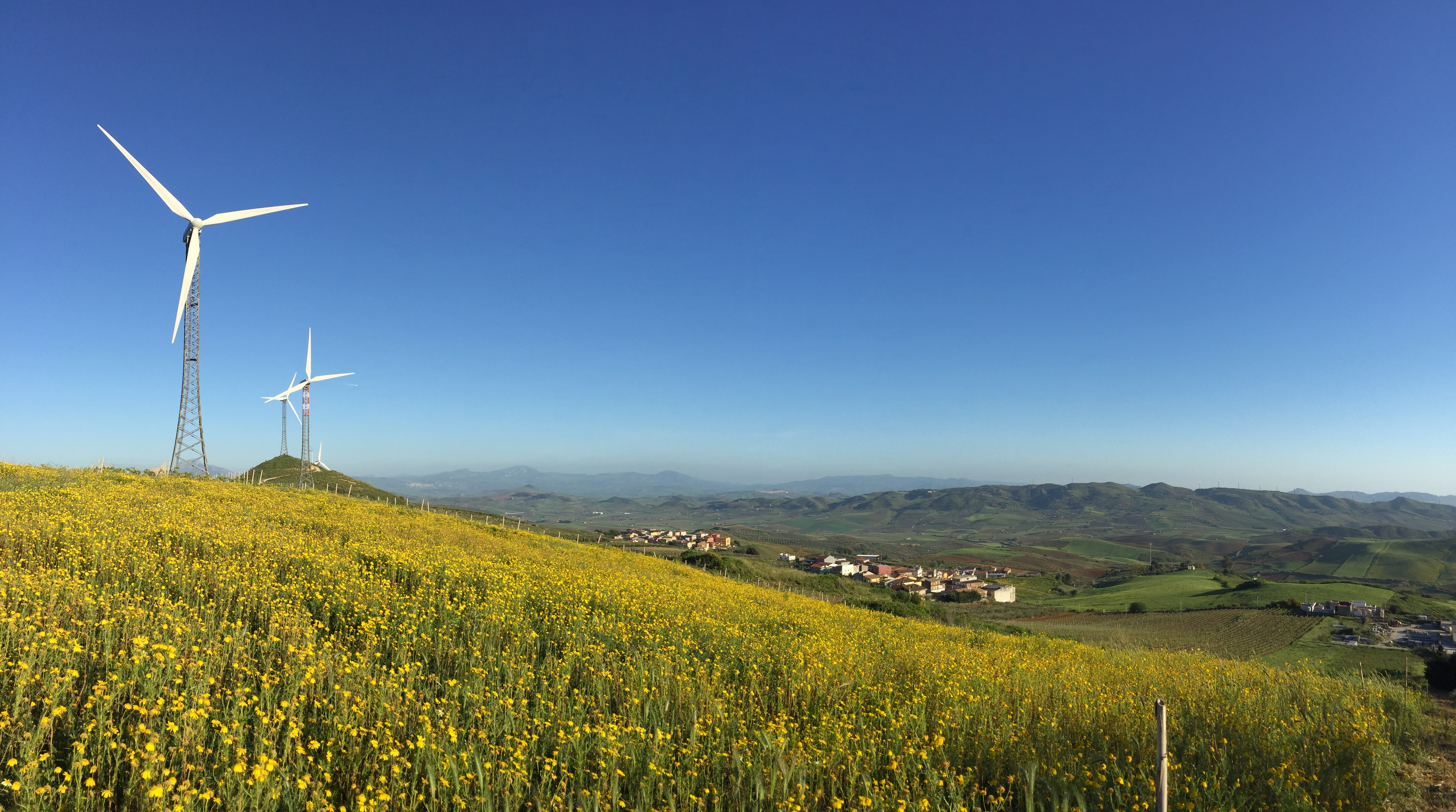
Colline sopra Grisì

Grisì è adagiato su area collinare a 480-500 metri di altezza sopra il livello del mare, posta tra gli estremi della Piana di Partinico e la valle dell’Alto Belice. Il rilievo più alto è il cosiddetto Monte Campana o Castellaccio (alto 596 metri s.l.m.), mentre ai piedi del versante della contrada Cambuca si estende la diga Jato (detta anche Lago Poma), invaso artificiale costruito negli anni 60 e diventato prediletto luogo di sosta di molte varietà di uccelli migratori, oltre che riserva idrica per diversi centri abitati. La sua posizione strategica consente di raggiungere in breve tempo i grandi centri e il Golfo di Castellammare, visibile nella sua interezza uscendo dal paese. 
Grisì dista da Monreale 37,5 Km e confina con i territori dei comuni di Camporeale e Partinico.

### Flora e fauna
Nelle aree immediatamente circostanti, crescono il finocchietto selvatico, l'Asparagus acutifolius, il cavolicello, la bietola, la borragine, la Ferula communis, e fiori come l'inula, l'acetosella gialla, la Glebionis coronaria, l'Asphodelus, il boccione maggiore, il convolvolo, la cardogna maggiore, il papavero, la pratolina autunnale, l'Anthemis, la scarlina, la costolina, l'anagallis arvensis.
In epoche remote, il costone del Monte Campana/Castellaccio, sul versante delle contrade Cambuca e Disisa, era parte della folta foresta di frassini (albero da cui viene prodotta la manna), querce, lecci, peri selvatici, e querce da sughero che ricopriva la piana di Partinico. Oggi la foresta non esiste più, ad eccezione di qualche albero sparso sulle colline della contrada .
La fauna del territorio comprende il macaone, la cavolaia minore, la tortora, il pettirosso, il merlo, la ballerina bianca, la ballerina gialla, il passero, l'assiuolo, l'usignolo, la lucertola campestre, la volpe rossa, la poiana comune, il coniglio, il riccio, l'istrice.

## Monumenti e luoghi d'interesse
- Chiesa del Sacro Cuore di Gesù: fu costruita a partire dal 1890, grazie alle donazioni del popolo e ultimata nel 1897. L'esterno ha un ingresso ad arco a tutto sesto, presenta al centro un orologio in marmo e culmina con un frontone, a sinistra del quale si erge il campanile. L'interno, a navata unica in stile neoclassico e orientata precisamente ad est, conserva sotto l'altare maggiore una lapide in pietra, ritrovata nell'antico baglio con incisione dell'Ordine dei Gesuiti; la volta a botte è decorata con quattro tele, opere del pittore monteleprino Federico Puntorno, realizzate nella prima metà del Novecento e disposte in lunghezza della navata.
- Ruderi del Castellaccio: resti di fondamenta di un probabile fortilizio di epoca araba, posto sul colle che domina il paese e la valle dello Jato.
- Antica masseria e chiesa di Tornamilla: costruite nel 1644 per volontà del barone Joannem Vincentium Tornamira.
- Murales del Trittico della Speranza, realizzato nel 2023 dall'artista Igor Scalisi Palminteri ed aiuti, è il più grande di un ciclo di tre murales nelle frazioni di Grisì, Pioppo ed Aquino sul tema degli incendi e del cambiamento climatico.

## Tradizioni e folclore
Il patrono di Grisì è il Sacro Cuore di Gesù, la cui devozione fu introdotta e diffusa dai Gesuiti: è infatti anche il titolare della chiesa e della via su cui essa sorge. Tutti gli anni vengono organizzati dei festeggiamenti in suo onore (chiamata dagli abitanti la festa) nei giorni 16, 17 e 18 agosto da un comitato (i dubbitàti ra festa) che per tradizione viene rinnovato annualmente con il rito del passaggio delle candele. Nel pomeriggio di giorno 18, il comitato uscente, accompagnato dalla banda musicale, dona infatti una candela a ciascuno dei sette nuovi membri. I due comitati porteranno la Vara del Sacro Cuore Di Gesù, trasportata a spalla durante la processione solenne. Il rinnovo annuale dei comitati con il dono delle candele è probabilmente una tradizione derivata dai costumi monteleprini, da cui Grisì discende e che ha riscontro ancora oggi. I festeggiamenti si concludono alle ore 24:00 con l'esecuzione di giochi pirotecnici. I tre giorni della festa patronale, caratterizzati da luminarie, concerti, competizioni agonistiche è considerata come un'occasione di riunione familiare, poiché gli emigrati ritornano in quel periodo a Grisì per festeggiare con i loro cari e attira inoltre gente dei paesi limitrofi.
Il Venerdì santo, si svolge la singolare processione serale del Cristo morto e dell'Addolorata: i due simulacri, entrambi partiti dalla chiesa, intraprendono inizialmente due percorsi diversi con i relativi cortei per poi incontrarsi in via Vittorio Emanuele e proseguire insieme l'itinerario. Il trasporto della vara del Cristo morto spettava anticamente ai galantuomini del paese (tradizione anch'essa derivata da Montelepre), che col tempo hanno lasciato posto ai propri discendenti, mentre l'Addolorata è adornata da un pregiato mantello di velluto nero e stelle dorate, trasportata da un comitato che indossa un pregiato abitino nero con ricami in oro. Tra tutte le processioni, quella del Venerdì santo è la più breve e la più sobria.
Per la processione del Corpus Domini, è tradizione allestire davanti alla porta di casa gli altari su cui sosterà il Santissimo Sacramento, adornati con coperte bianche ricamate e con fiori di stagione.
San Giuseppe è sentitamente festeggiato nella ricorrenza del 19 marzo. Ogni anno, un comitato di devoti, con il contributo degli abitanti, organizza la festa del santo Patriarca. Durante la celebrazione delle Sante Messe viene distribuito a tutti il pane benedetto realizzato in svariate forme, mentre nei giorni precedenti vengono allestiti i cosiddetti altari da famiglie che intendono sciogliere un voto, per ringraziamento o semplicemente per devozione. In questi altari, addobbati con veli e fiori, vengono posti molti piatti tipici locali, suddivisi in tre porzioni che verranno serviti a tre bambini, i virgineḍḍi, di famiglie meno agiate che rappresentano la Sacra Famiglia. Il resto delle pietanze verrà distribuito in beneficenza. Dato che ne è presente almeno uno in quasi ogni famiglia, la giornata prosegue con il festeggiamento dell'onomastico di un familiare di nome Giuseppe. In serata, tutti gli abitanti si riuniscono davanti alla parrocchia per la processione, raccolti insieme alla banda musicale dietro la statua di San Giuseppe che viene trasportata a spalla dai componenti il comitato. Durante l'itinerario si svolge l'antico rituale della vampa ri san Ciuseppe, un suggestivo rogo di rami secchi di ulivo, che nelle antiche culture agricole segnava il passaggio dall’inverno alla primavera, e fino agli anni 50, era uso svolgere un'asta pubblica dei carboni della vampa, il cui ricavato serviva a contribuire alle spese della festa. La vampa viene poi seguita da uno spettacolo pirotecnico.
La solennità dell'Immacolata Concezione, celebrata l'8 dicembre, a Grisì è stata ripristinata nei primi anni 2000 grazie all'omonima confraternita. Una novena precede la festa, mentre la sera della vigilia, le famiglie sono solite consumare per tradizione lo sfincione. Il giorno seguente si svolgono messe e la processione con l'esecuzione di un gioco pirotecnico.
Il 13 dicembre, giorno della memoria della martire santa Lucia, da sempre si celebra una partecipata messa all'alba per richiamare l'idea della luce del sole che sorge, luce che è il significato del nome della santa. È tradizione in quel giorno non mangiare né pasta né pane ma riso, ceci e la tradizionale cuccìa.

### La leggenda'U Bancu di Disisa
(Giuseppe Pitrè, Fiabe, novelle e racconti popolari siciliani, 1875)
Un'antica leggenda narra che all'interno di una grotta sconosciuta presso il Feudo Disisa, nei pressi di Grisì, un ricco Saraceno abbia nascosto tesori immensi tali da far ricca l'intera Sicilia e che prendono il nome di 'u Bancu di Disisa. Si racconta precisamente di un'ingente quantità di monete d'oro e d'argento, di pietre e oggetti preziosi di ogni foggia che sbalordisce gli avventurieri che nel corso del tempo sono riusciti ad addentrarsi dentro la grotta. Nella grotta, alcuni spiriti dalle sembianze umane giocano a bocce, ai dadi e a carte, seduti sui mucchi di monete di purissimo oro e gioielli e oggetti preziosi. Il tesoro non è custodito, ma chi cercasse di portarlo via, non riuscirà misteriosamente a trovare l'uscita fin quando non avrà lasciato ogni cosa al suo posto. Si dice che qualcuno abbia addirittura tentato di far uscire una moneta facendola ingoiare ad un cane dentro una mollica di pane, ma che nemmeno quest'ultimo sia riuscito ad uscire dalla grotta, se non prima evacuando la moneta. Si tramanda che l'unico modo per annullare la maledizione, e quindi appropriarsi del grande tesoro, sia quello di trovare tre persone di nome Santi Turrisi, ciascuno proveniente dai tre capi dell'antico Regno, e far loro sacrificare una giumenta bianca, spogliarla del collare con le campanelle (‘u campanaro), toglierle le interiora e mangiarle fritte dentro la grotta. Infine, i tre Turrisi dovranno essere uccisi e dunque solo tramite questo rituale, il grande tesoro potrà essere conquistato. Una versione secondaria della leggenda suggerisce che il tesoro potrà essere conquistato qualora venga letto ad alta voce il libro posto all'interno, alla luce di una candela, senza farsi terrorizzare da rumori e voci sinistre degli spiriti della grotta.
La leggenda del Banco di Disisa, di evidente impronta orientaleggiante, è presente nelle opere dei maggiori studiosi di tradizioni popolari ed etno-antropologi siciliani Giuseppe Pitrè, Giuseppe Cocchiara e Salvatore Salomone Marino ed è inoltre testo di una canzone scritta dal cantautore italiano Mario Venuti intitolata Il banco di Disisa, inclusa nell'album Il tramonto dell'Occidente del 2014.
Non è da escludere che la probabile etimologia di Grisì cioè "Terra d'Oro" faccia anche riferimento proprio al tesoro della grotta narrato dalla leggenda.

## Economia

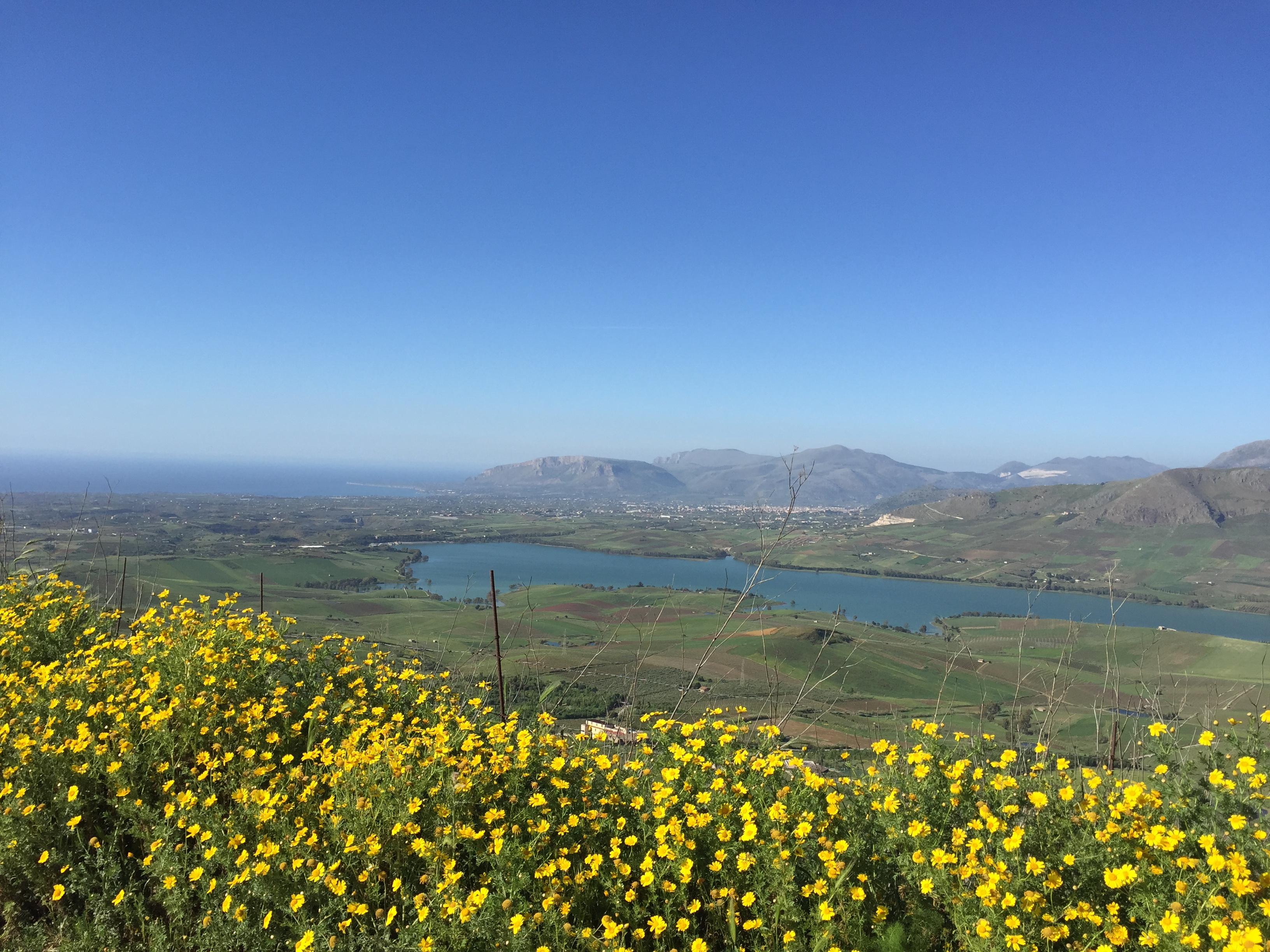
La piana di Partinico e la diga Jato

Nelle contrade agricole di Grisì si coltivano in abbondanza l'olivo, la vite e il grano duro. Il territorio fa parte del comprensorio di due DOC vitivinicole (la DOC Alcamo e la DOC Monreale, da cui provengono alcuni dei migliori vini siciliani esportati nel mondo) e di una DOP olivicola (DOP Val di Mazara).
L'alta qualità dei vini e dell'olio locali viene ricorrentemente premiata con prestigiose certificazioni nazionali ed internazionali. Il premio "miglior vino bianco" al concorso internazionale del Vinitaly 2016 è stato attribuito al Chara di Feudo Disisa da un blend di Insolia e Catarratto.

## Contrade
Contrade (ex feudi) del territorio di Grisì:
- Lo Strasatto
- La Cambuca/Cambuchella (dall'antico toponimo arabo Lacamucka/Lakamuka 'divisa', 'feudo')
- La De Sisa/Disisa (dalla parola araba Aziz 'la splendida')
- Il Lavatore/Lavatorello
- Le Vigne Grandi
- Tornamira/Tornamilla (dal barone Joannem Vincentium Tornamira, proprietario nel 1639)
- Roano (dal nome del proprietario Don Lorenzo Roano, nel 1687)
- Vuarìa
- Terra delle Fate

## Infrastrutture e trasporti
Grisì è raggiungibile da:
- Strada provinciale 30  di De Sisa: B° Fellamonica-B° De Sisa-B° Rapitalà (km 11,380)
- Strada provinciale 39  di Grisì: B° Sant'Anna-Grisì-B° De Sisa (km 10,900)

## Galleria d'immagini

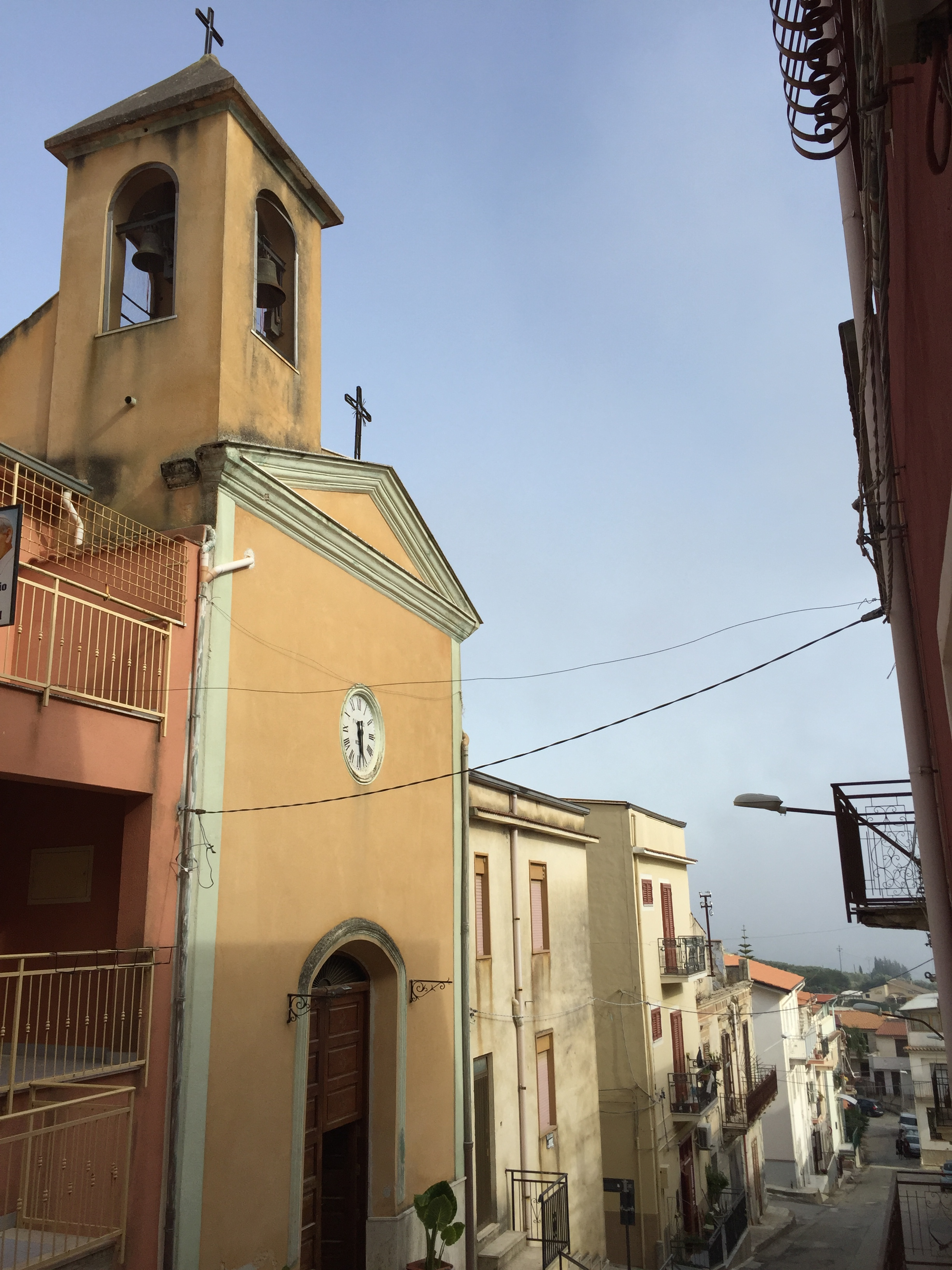
La facciata della Parrocchia Sacro Cuore di Gesù
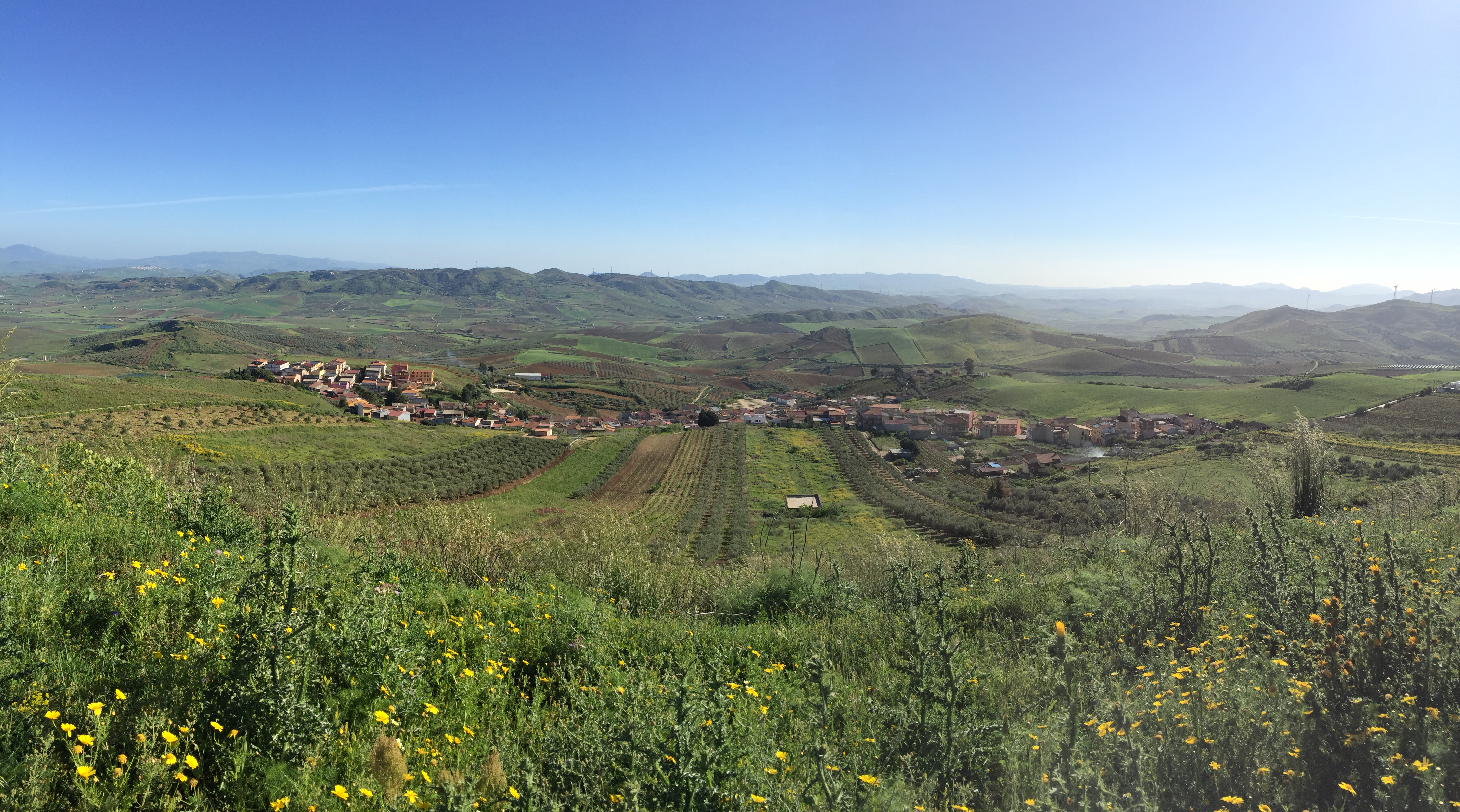
Grisì vista dal parco eolico
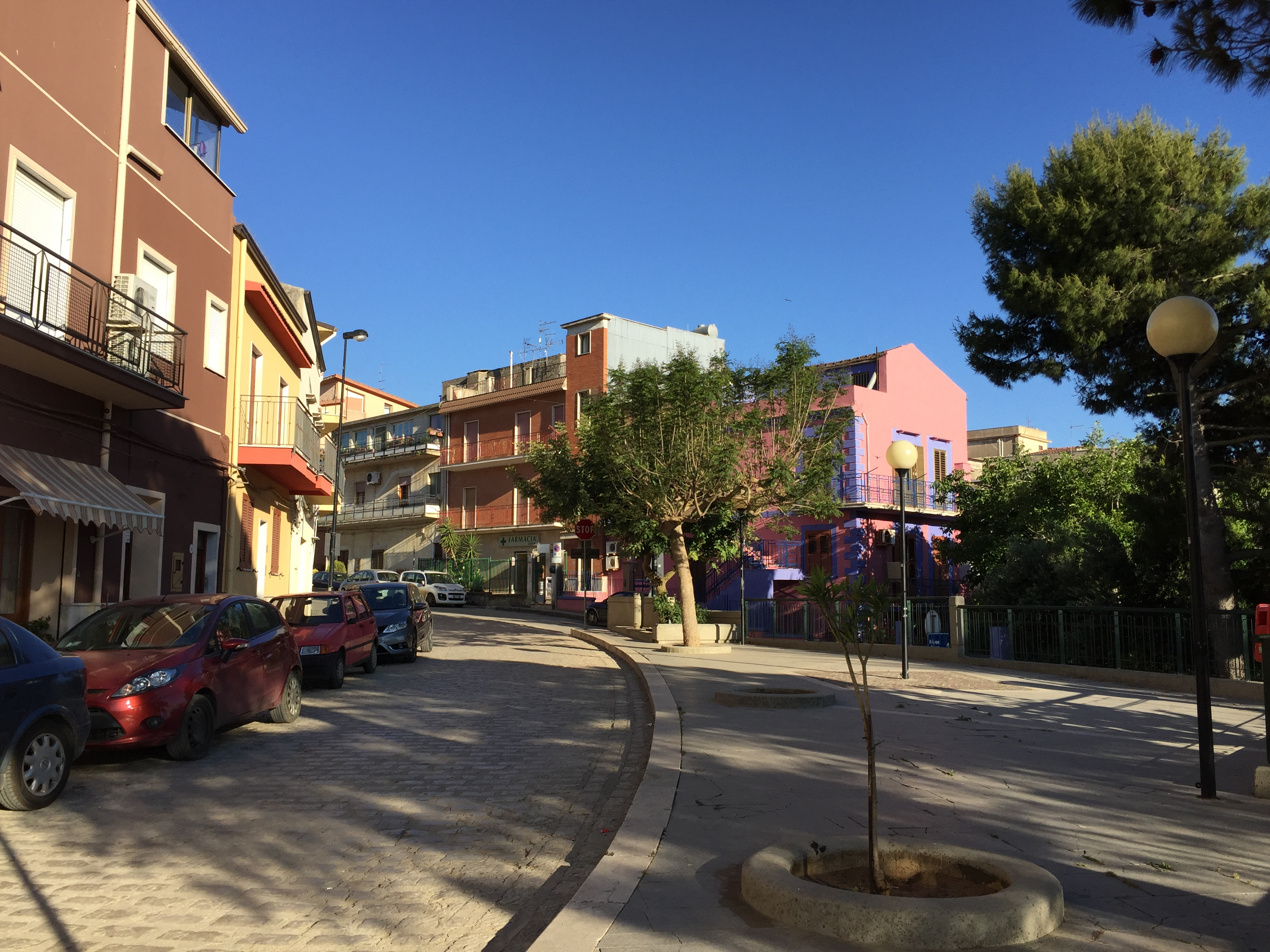
Via Vittorio Emanuele
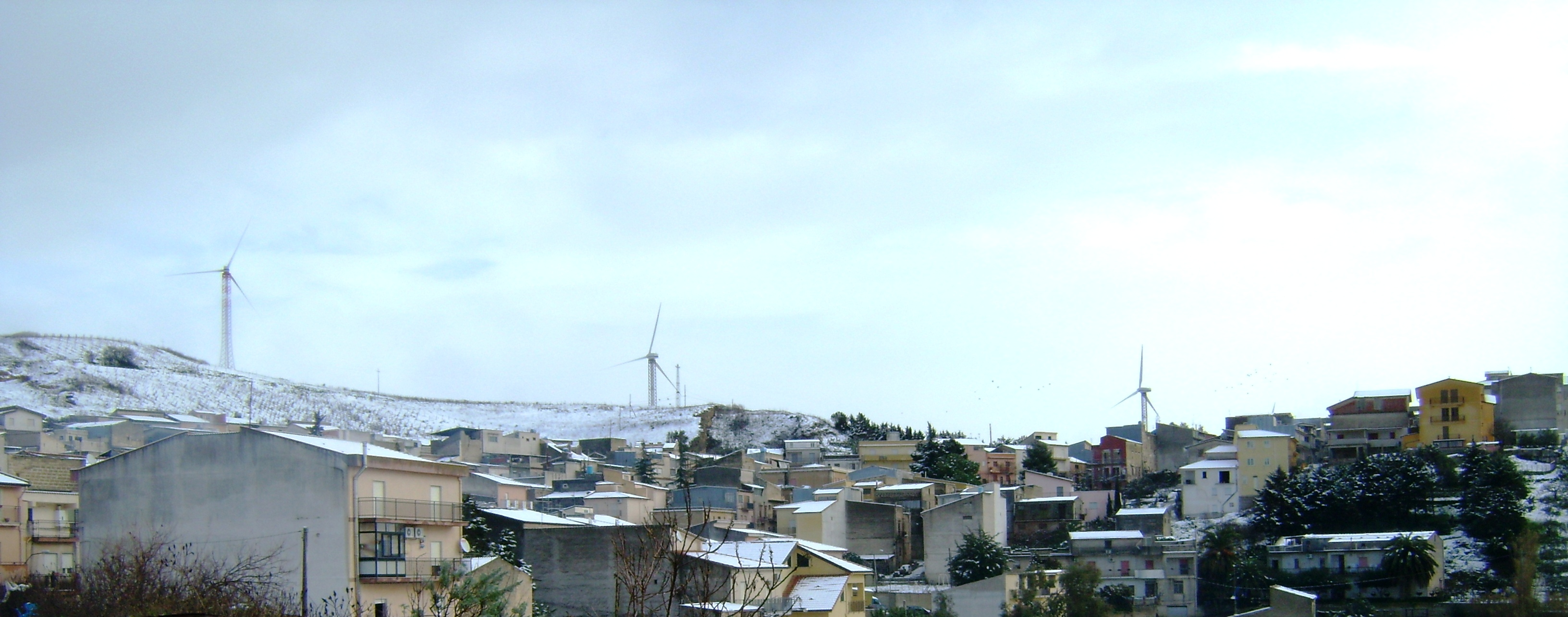
Grisì innevata, 2009
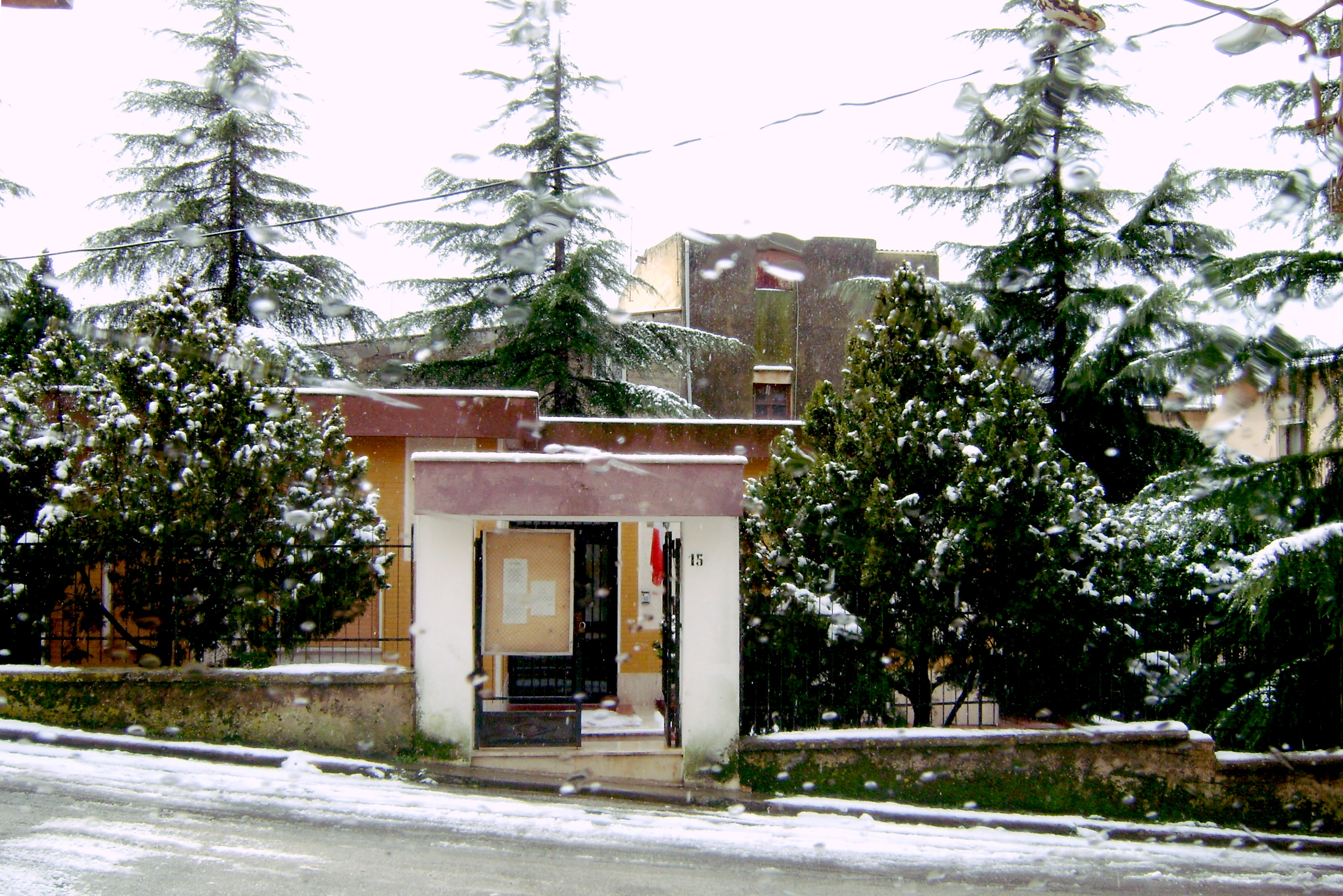
La Delegazione comunale durante una nevicata nel 2009
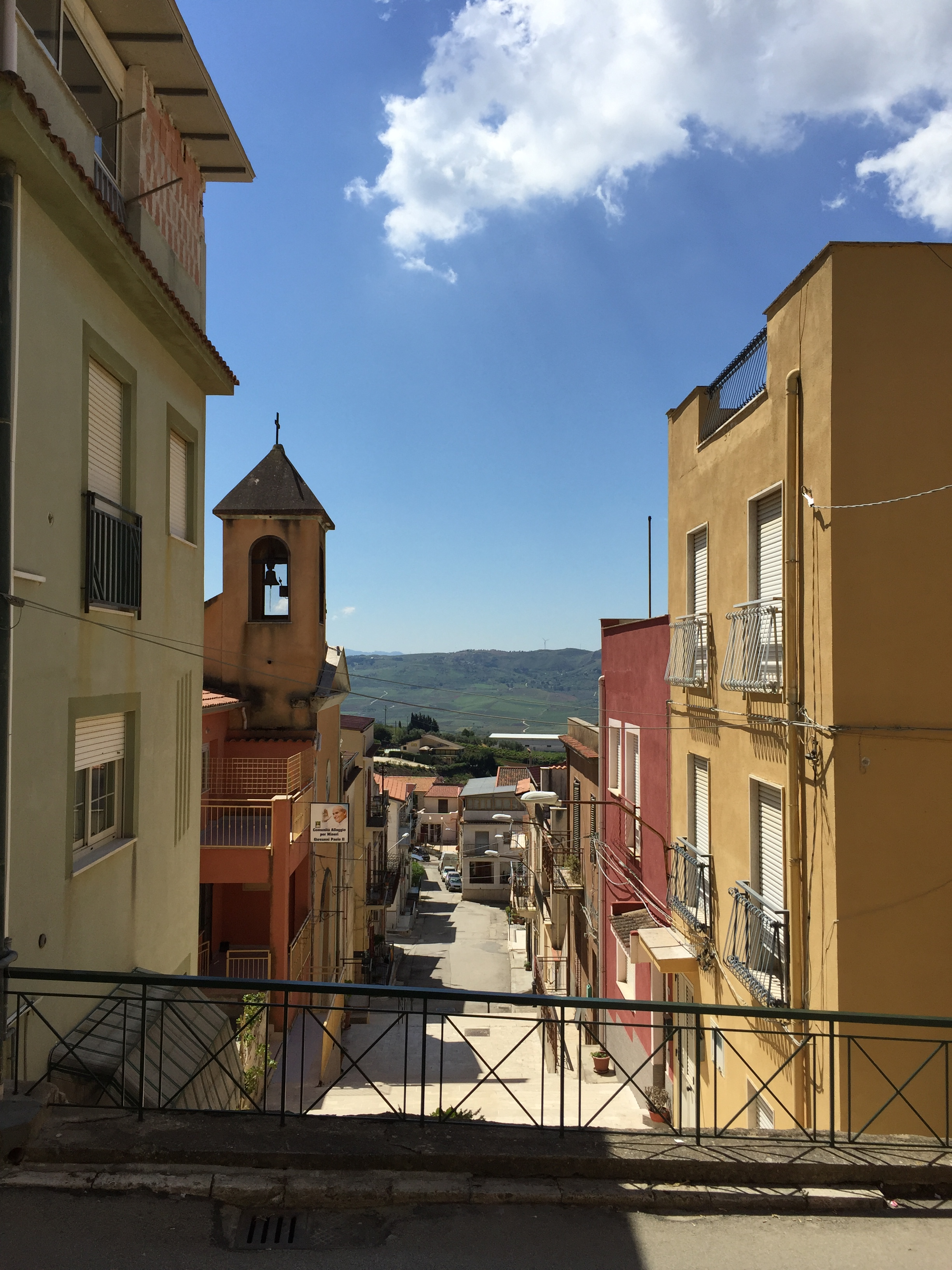
Via Sacro Cuore di Gesù